# Протока Євреїнова
49°35′53″ пн. ш. 154°34′05″ сх. д. / 49.598055555556° пн. ш. 154.56805555556° сх. д.
Протока Євреїнова (П'ята Курильська протока; рос. Пролив Евреинова; Пятый Курильский пролив) — протока Курильських островів, що розділяє острів Маканруші від острова Онекотану Великої Курильської гряди. Знаходиться в акваторії Сєверо-Курильського міського округу Сахалінської області Російської Федерації. Ширина — 26 км. Названа у першій половині XIX століття Михайлом Тебеньковим за прізвищем дослідника Курильських островів геодезиста Івана Євреїнова.
Протока, разом з Четвертою Курильською протокою, вважається найзручнішою для перетину Великої Курильської гряди.